# این ایناسته
این ایناسته (استونیایی: Kein Einaste؛ زادهٔ ۲۲ فوریهٔ ۱۹۸۵) اسکی‌باز صحرانوردی اهل استونی است. وی در بازی‌های المپیک زمستانی ۲۰۱۰ شرکت کرده‌است.